# Hieronymus Schurff

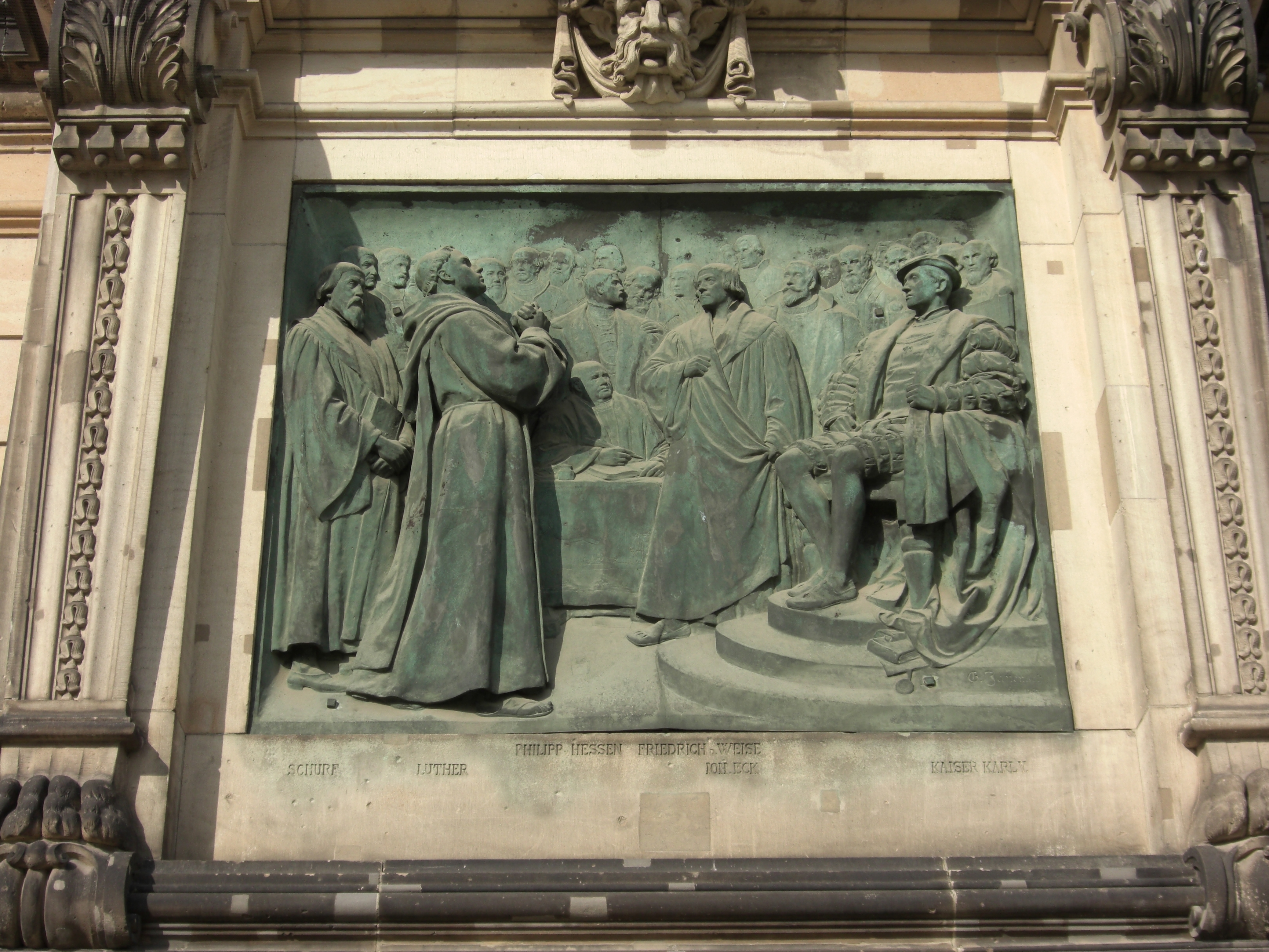
Hieronymus Schurff, Martin Lutero e Johannes Eck alla Dieta di Worms; Rilievo sulla Cattedrale di Berlino

Hieronymus Schurff (San Gallo, 12 aprile 1481 – Francoforte sull'Oder, 6 giugno 1554) è stato un giurista svizzero e tedesco.

## Biografia
Figlio di Johann Schurff, rispettato medico di San Gallo e poi borgomastro, ricevette una solida educazione nella sua città natale. Come il padre, Hieronymus divenne medico e si iscrisse all'Università di Basilea. Qui assistette alle lezioni di Ulrich Krafft di Ulm, che lo appassionarono agli studi giuridici. Assieme a Krafft si trasferì il 19 ottobre 1501 all'Università di Tubinga, dove divenne magister nelle arti liberali. A Tubinga divenne amico di Ambrosius Volland, che accompagnò alla neonata Università di Wittenberg nel 1502 su richiesta di Johann von Staupitz; fu presente alla cerimonia di apertura dell'università il 18 ottobre di quell'anno.
Dopo aver tenuto per un compenso di 30 fiorini lezioni universitarie su Aristotele secondo l'interpretazione di Giovanni Duns Scoto, Schurff svolse la prima disputatio presso la facoltà di filosofia. Rettore dell'università nel semestre invernale del 1504, nella primavera del 1505 entrò nella facoltà di giurisprudenza, dove tenne lezioni di diritto canonico sul Liber Sextus e le clementine. Nel 1507 fu professore straordinario, lettore del Corpus iuris civilis e doctor iuris utriusque (dottore in diritto civile e canonico).
In seguito fu consigliere elettorale e assessore presso la Corte di giustizia sassone, nonché un avvocato molto attivo. Con la nuova fondazione dell'università nel 1536 ricevette l'incarico di professore ordinario come primo lettore di diritto delle Pandette. Dopo che il Principe elettore di Sassonia ebbe perso la battaglia di Mühlberg, Schurff fuggì a Francoforte (Oder), dove già negli anni '30 erano stati fatti sforzi per assumerlo. Lì insegnò fino alla fine della sua vita.
L'importanza di Schurff risiede principalmente nella sua posizione personale nei confronti della Riforma e di Lutero. Fu molto apprezzato come giurista e avvocato, ed ebbe allievi come Gregor Brück, Ulrich von Mordeisen, Melchior Kling e altri. Testimone oculare dell'emergere della Riforma, abbracciò la fede evangelica. Tuttavia, litigò con Lutero quando questi nel 1520 bruciò, assieme alla bolla papale, anche i testi di diritto canonico. Lutero voleva che la legge della chiesa fosse basata sul Nuovo Testamento; Schurff era d'accordo, ma voleva anche preservare intatti i fondamenti del sistema giuridico esistente. La disputa sulla questione, che durò fino al 1545, terminò quando l'elettore decise in favore di Lutero.
Tuttavia, questa disputa non offuscò troppo il rapporto tra i due: Schurff accompagnò Federico il Saggio alla Dieta di Worms del 1521, rimanendo al suo fianco come consulente legale. Quando Martin Lutero apparve dinnanzi alla Dieta, agì come suo avvocato. Inoltre, Schurff sostenne Filippo Melantone nella sua controversia con Andrea Carlostadio e Ulrich Zwingli, che volevano capovolgere il sistema giuridico tradizionale richiamandosi alla legge mosaica, e nel 1527 accompagnò Melantone nelle sue "visitazioni" ai parroci della Turingia, che seguirono la guerra dei contadini.
Personalità onesta e perspicace, di grande acume, secondo Lutero era "un acuto avvocato che ama l'economicità". Come docente godeva di un'ottima reputazione, anche se le sue lezioni soffrivano dei suoi molti impegni. Le sue opere furono inserite postume nell'indice dei libri proibiti dalla Chiesa cattolica romana nel 1559 e nel 1564.